# 상록수 (1978년 영화)
"상록수"는 1978년에 한국에서 개봉한 임권택 감독의 영화이다.

## 캐스팅
- 한혜숙
- 김희라
- 이일웅
- 김형자
- 김천만
- 박원숙
- 독고영재